# São João da Baliza
São João da Baliza est une ville brésilienne du sud-est de l'État du Roraima. Sa population était estimée à 5 516 habitants en 2007. La municipalité s'étend sur 4 284 km2.